# Julian Steward
Julian Haynes Steward (Washington, 31 gennaio 1902 – Urbana, 6 febbraio 1972) è stato un antropologo statunitense.

## Biografia
Steward studiò i lavori sui gruppi degli indiani del Grande Bacino, i quali, insieme alle ricerche archeologiche che condusse nel sud-ovest degli USA e in Perù, lo portarono ad elaborare l'ecologia culturale, secondo cui l'ambiente influenza la cultura. Secondo Steward dovevano essere individuate le regolarità delle relazioni causali tra i fenomeni; tuttavia la sua prospettiva generalizzante aveva un carattere controllato: egli si limitava a rintracciare le analogie tra gruppi di fenomeni concatenati, senza assegnare all'antropologia il compito di delineare una teoria dello sviluppo culturale (come fece invece Leslie White). Inoltre, per Steward, lo sviluppo culturale non deve essere concepito semplicemente come l'acquisizione di una complessità crescente ma anche come l'emergere di successivi livelli di integrazione socioculturale. I diversi livelli di organizzazione presenti nelle varie società, che si caratterizzano per una diversa complessità, non sono da intendere per Steward come delle tappe che dal semplice portano al complesso ma come forme indipendenti, in grado di evolvere senza per questo scomparire.

## Neoevoluzionismo
Figura centrale dell'antropologia statunitense, neoevoluzionista, teorico dell'evoluzionismo multilineare e fondatore dell'ecologia culturale, Steward fu allievo di Robert Lowie e Alfred Kroeber, e condusse una vasta attività di ricerca sul terreno, concentrandosi in particolare sui gruppi di indigeni dell'America settentrionale (1938) e meridionale (1946-50, 1959).

## Opere
- Evolution and Ecology, University of Illinois Press, Urbana and London, 1977a
- Teoria del mutamento culturale, Boringhieri, Torino, 1977 (ed. or. 1955)